# Scultetus-Haus

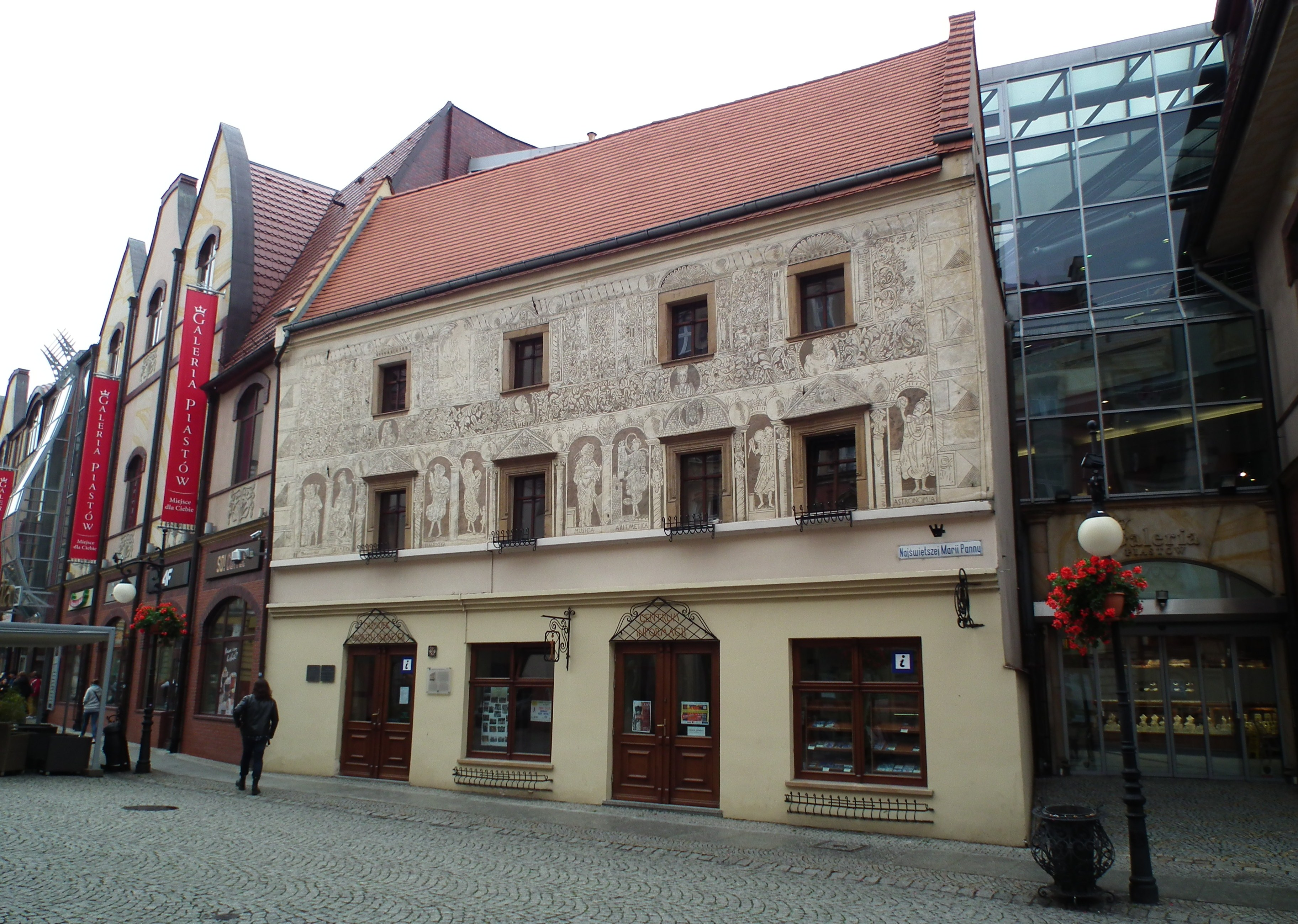
Blick von der Straße Najświętszej-Marii-Panny

Das Scultetus-Haus, auch Haus des Hans Schulz ist ein historisches Haus an der Ulica Najświętszej-Marii-Panny (bis 1945 Frauenstraße) in Legnica (deutsch Liegnitz) in der Woiwodschaft Niederschlesien in Polen.
Das Renaissance-Bauwerk wurde 1599 vom Liegnitzer Schultheißen Hans Schulz (lateinisch Scultetus) erbaut. Die zweischichtige Dekoration in Sgraffitotechnik an der Fassade stammt aus dem Jahr 1611 und zeigt geometrische und architektonische Elemente sowie Personifikationen der Sieben freien Künste: Grammatik, Dialektik, Rhetorik, Musik, Arithmetik, Astronomie und Geometrie. 
Entwurf und Ausführung der Sgraffiti stammen vom „Meister Giovanni“ und dessen Lehrling. Der Meister hat sich mit einem Selbstporträt verewigt, das er mit „Giovanni fecit“ gekennzeichnet hat. Ende des 19. Jahrhunderts wurde das Werk mit Putz verdeckt. 1972 wurde es bei Renovierungsarbeiten aufgedeckt. Ursprünglich war das gesamte Gebäude mit Sgraffiti bedeckt; erhalten hat sich jedoch nur der obere Teil. In den Jahren 2005–2006 wurde das Haus mit finanzieller Unterstützung der Erika-Simon-Stiftung renoviert.
Das Haus gehörte dem Liegnitzer Humanisten Johann Scultetus (deutsch Hans Scholz), der ab 1611 Rektor an der Schule der damals protestantischen Peter und Paul-Kirche war. Heute ist das Haus Sitz eines Sport- und Erholungszentrums, in dem sich auch die Touristeninformation der Stadt befindet.